# 6898 Saint-Marys
6898 Saint-Marys este un asteroid din centura principală, descoperit pe 8 iunie 1988, de Carolyn Shoemaker.